# Yamana Gold
Yamana Gold Inc. — канадская золотодобывающая компания. Штаб-квартира находится в Торонто. Деятельность сосредоточена в Америке (Канада, Чили, Аргентина и Бразилия). В марте 2023 года была поглощена корпорацией Pan American Silver.

## История
Компания была основана в 1980 году как Yamana Resources Inc.
В 2006 году Yamana Gold поглотила компании Desert Sun и RNC Gold.
В 2007 году за $4,8 млрд были куплены Meridian Gold и Northern Orion Resources.

## Деятельность
В 2021 году общий объём производства составил приблизительно 1 млн унций золотого эквивалента (885 тыс. унций золота и 9 млн унций серебра). Среди основных активов были 50-процентная доля в шахте Canadian Malartic в провинции Квебек, Канада (открытая разработка), рудники Jacobina (Бразилия), El Peñón (Чили), Minera Florida (Чили), Cerro Moro (Аргентина).
Помимо золота и серебра компания также добывает медь, цинк и молибден.